# Tilbury, Ontario
Tilbury är en ort i Kanada.   Den ligger i provinsen Ontario, i den sydöstra delen av landet, 700 km sydväst om huvudstaden Ottawa. Tilbury ligger 178 meter över havet och antalet invånare är 4 809.
Terrängen runt Tilbury är mycket platt. Närmaste större samhälle är Lakeshore, 18,2 km väster om Tilbury. 
Trakten runt Tilbury består till största delen av jordbruksmark. Runt Tilbury är det glesbefolkat, med 10 invånare per kvadratkilometer.